# Count on Me
Count on Me (englisch für ‚Auf mich zählen‘) ist ein Lied der deutschen Synthiepop-Band Camouflage in Kooperation mit dem Hamburger Synthiepop-Musiker Peter Heppner. Das Stück ist die zweite Singleauskopplung aus ihrem achten Studioalbum Greyscale.

## Entstehung und Artwork
Geschrieben wurde das Lied von den Camouflage-Mitgliedern Oliver Kreyssig, Heiko Maile und Marcus Meyn. Produziert wurde die Single in ihrer Albumversion von Volker Hinkel, Heiko Maile, Jochen Schmalbach; die Singleversion wurde nur von Maile und Schmalbach produziert. Gemastert wurde das Stück in den Hamburger Master & Servant Studios unter der Leitung von Tom Meyer. Die Single wurde unter dem Musiklabel Bureau B veröffentlicht und durch Indigo vertrieben.
Auf dem unteren Rand des Coverbildes der Maxi-Single sind – neben Künstlernamen und Liedtitel – schattenartig die Staturen der Camouflage-Mitglieder vor einem weißen Hintergrund zu sehen. Man sieht nur die Rücken und das obere Drittel der Körper. Das Artwork ähnelt dem des dazugehörigen Studioalbums Greyscale. Im Inneren der Maxi-Single findet sich das Originalbild in schwarz-weiß aus der Vorderansicht wieder. Die Fotografien stammen von Klaus Mellenthin; das Artwork von Christian Küpker.

## Veröffentlichung und Promotion
Die Erstveröffentlichung von Count on Me erfolgte am 6. März 2015 bei Bureau B, als Teil vom achten Camouflage-Studioalbum Greyscale (Katalognummer: BB192). Am 9. Oktober 2015 erschien das Lied als zweite Singleauskopplung aus dem Album. Diese erschien als CD (Katalognummer: BB2162) und LP (Katalognummer: BBR BB2166) sowie zum Download. Während die CD-Ausführung auf 1.000 Einheiten limitiert wurde, ist die LP-Ausführung auf 500 Einheiten limitiert. Die Maxi-Single beinhaltet neben der Singleversion vier Remixversionen von Count on Me sowie einen Remix der vorangegangenen Singleauskopplung Shine als B-Seite.
Remixversionen
- 2015: Count on Me (Chevy Baccole Oceanside Mix)
- 2015: Count on Me (Demo Mix)
- 2015: Count on Me (Die wilde Jagd Remix)
- 2015: Count on Me (Klaak Remix)

## Hintergrund
Mit Count on Me nahmen Camouflage erstmals nach einer bereits 32 Jahren andauernden Bandgeschichte ein Lied zusammen mit einem anderen Künstler auf. Die Idee zur Zusammenarbeit mit den Hamburger Synthiepop-Musiker und ehemaligen Wolfsheim-Mitglied Peter Heppner erfolgte bereits ein Jahr zuvor. Camouflage luden Heppner zu ihrem 30-jährigen-Jubiläumskonzert ins Eventwerk nach Dresden am 8. Februar 2014 ein. Meyn kündigte dabei Heppner mit den Worten an, dass es für ihn ein Traum sei, mit einem ganz bestimmten Mann Camouflages 80er-Jahre-Hit That Smiling Face zu singen. Bei den Fans kam dieses Duett so gut an, dass ein weiterer gemeinsamer Auftritt beim Amphi Festival 2014 in Köln folgte. Das erste Mal wurde am 19. Dezember 2014 bekannt, dass Camouflage und Heppner zusammen das Lied Count on Me für Camouflages achtes Studioalbum Greyscale aufgenommen haben. Am 29. März 2015 überraschten Camouflage ihre Fans, als Heppner erneut bei ihnen zu Gast war und sie zusammen im Docks in Hamburg Count on Me sangen. Am 11. September 2015 gaben Camouflage auf ihrer Facebook-Seite bekannt, dass Count on Me als zweite Singleauskopplung folgen wird. 2017 absolvierte Meyn sechs Gastauftritte im Zuge von Heppners dreißigjähriger Jubiläumstournee 30 Years of Heppner. Bei allen Konzerten sangen Heppner und Meyn das Lied im Duett.

## Inhalt
Der Liedtext zu Count on Me ist in englischer Sprache verfasst; ins Deutsche übersetzt bedeutet der Titel „Auf mich zählen“. Die Musik und der Text wurden gemeinsam von Oliver Kreyssig, Heiko Maile und Marcus Meyn geschrieben beziehungsweise komponiert. Musikalisch bewegt sich das Lied im Bereich des Synthiepop. Das Tempo beträgt 108 Schläge pro Minute. Neben dem Hauptgesang von Meyn und Peter Heppner ist im Hintergrund die Stimme von Kreyssig zu hören. Die erste Strophe wird von Meyn und die zweite Strophe von Heppner gesungen. Im Refrain sind hauptsächlich die Stimmen von Heppner und als Begleitgesang von Kreyssig zu hören. Die Bridge wird in abwechselnden Zeilen zusammen von Meyn und Heppner gesungen. Die Instrumente wurden von den Camouflage-Mitgliedern Maile (Keyboard, Sequenzer und Synthesizer) und Meyn (Keyboard) eingespielt. Im Lied geht es um eine bedingungslose Liebeserklärung, dass einer immer für den anderen an dessen Seite ist und man gemeinsam alles bewältigen kann.
| “I can’t hide, I can’t run, from the things whatever I have done, but the truth will set me free. I can always count on you, as you can always count on me.” – Refrain, Originalauszug | „Ich kann mich nicht verstecken, ich kann nicht davon laufen, von den Dingen die ich verbrochen habe, aber die Wahrheit wird mich befreien. Ich kann immer auf dich zählen, so wie du immer auf mich zählen kannst.“ – Refrain, Übersetzung |

## Mitwirkende
| Liedproduktion - Peter Heppner: Gesang - Volker Hinkel: Musikproduzent (Albumversion) - Oliver Kreyssig: Hintergrundgesang, Komponist, Liedtexter - Christian Küpker: Artwork (Cover) - Heiko Maile: Keyboard, Komponist, Liedtexter, Musikproduzent, Sequenzer, Synthesizer - Klaus Mellenthin: Fotograf (Cover) - Tom Meyer: Mastering - Marcus Meyn: Gesang, Keyboard, Komponist, Liedtexter - Jochen Schmalbach: Musikproduzent | Unternehmen - Bureau B: Musiklabel - Indigo: Vertrieb - Master & Servant: Mastering |

## Rezensionen
Michael Schuh vom deutschen Online-Magazin laut.de vergab für das Album Greyscale vier von fünf Sternen, bewertete Count on Me jedoch durchwachsen mit den Worten: „Für Count on Me lädt man den alten Bekannten Peter Heppner ein, dessen charakteristisches Organ dem Song leider einen übermächtigen Wolfsheim-Stempel aufdrückt, was dem Hymnen-Potenzial natürlich nicht abträglich ist.“
Niklas Forsberg von releasemagazine.net beschrieb Count on Me als „atemberaubend“.